# Style andalou
 (septembre 2014).
Si vous disposez d'ouvrages ou d'articles de référence ou si vous connaissez des sites web de qualité traitant du thème abordé ici, merci de compléter l'article en donnant les références utiles à sa vérifiabilité et en les liant à la section « Notes et références ».
Le style andalou est une caractéristique de la région d'Andalousie en Espagne. Il se caractérise par une architecture particulière influencée par les nombreuses occupations dans cette région, notamment par les Romains et les Maures.
Durant l'occupation maure, les chrétiens, juifs et musulmans vivaient en harmonie   , ils s'enrichissaient mutuellement de leurs savoir-faire et de leurs connaissances. Ce métissage des savoirs a donné naissance à ce que l'on nomme aujourd'hui le style andalou. L'Alcazar de Séville ou l'Alcazar de Cordoue sont des exemples parlants de ce métissage, chrétiens et maures mettant à profit leurs savoir-faire dans l'architecture.